# Абд аль-Илах
Абд аль-Илах или Абдул Иллах (араб. عبد الإله‎; 1913, Таиф — 1958, Багдад) — хашимитский принц, двоюродный брат иракского короля Гази I, регент при его сыне Фейсале II, фельдмаршал, маршал королевских ВВС. С 1943 года носил титул наследного принца Ирака.

## Биография

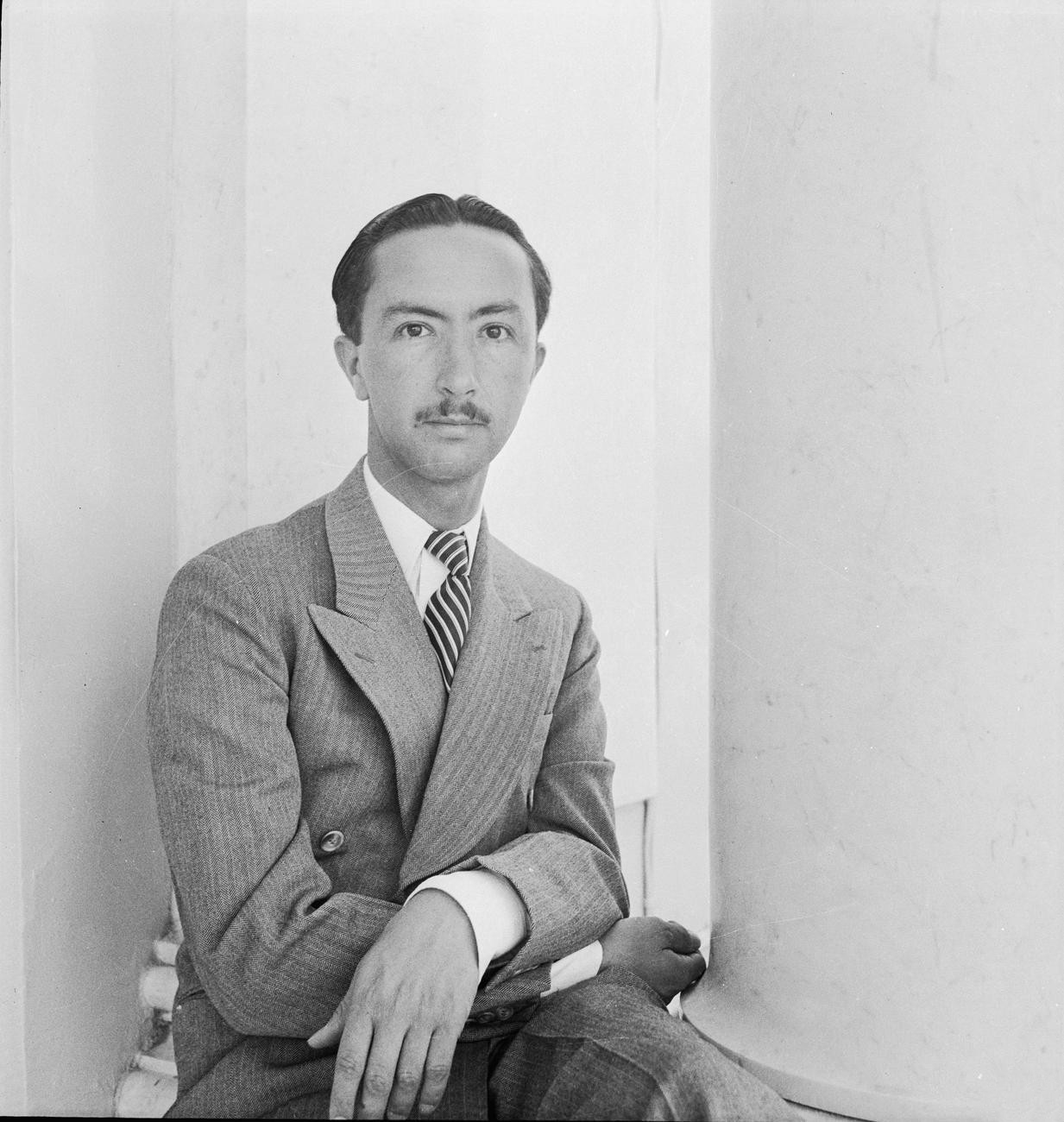
Фото времён Второй мировой.

Абд аль-Илах был сыном и наследником короля Хиджаза Али ибн Хусейна. После смерти в 1939 году Гази I, который был мужем сестры Абд аль-Илаха, он приходит к власти в Иракском королевстве, служа регентом при Фейсале II, которому на момент гибели отца исполнилось лишь 4 года.
В 1941 году Абд аль-Илах был на короткое время смещён в результате переворота, устроенного бывшим премьер-министром Рашидом Али аль-Гайлани, который придерживался пронемецкой политики. Место регента на это время занял Шериф Шараф, приходившийся родственником королю Фейсалу. Абд аль-Илах вместе со свергнутым главой правительства Нури ас-Саидом пребывал в качестве беженца в Аммане, пока британские войска не восстановили в Ираке его власть (см. Англо-иракская война). Уже в начале июня того же года он вернулся в Багдад, восстановив свой регентский титул.
В 1945 году Абд аль-Илах посетил США. Президент Гарри Трумэн наградил регента «дружественного Ирака» орденом «Легион Почёта».
2 мая 1953 года Абд аль-Илах складывает с себя полномочия регента, так как Фейсал II достигает совершеннолетия. Тем не менее, он продолжает оставаться советником нового короля, оказывая на того сильное влияние.
Наследный принц Ирака был убит 14 июля 1958 года вместе со всей королевской семьёй в результате революции, которую возглавил полковник Абдель Керим Касем. Согласно сообщениям прессы того времени, тело Абд аль-Илаха было разорвано толпой, а затем сожжено на площади. Вместе с гибелью семьи прекратило своё существование и Королевство Ирак, которое преобразовалось в республику.